# Elisabetta Pierazzo
Elisabetta Pierazzo (Noale, 4 luglio 1963 – Tucson, 15 maggio 2011) è stata un'astronoma italiana.

## Biografia
Nel 1989 si trasferì negli Stati Uniti dove seguì una scuola di specializzazione presso il Department of Planetary Sciences dell'Università dell'Arizona a Tucson ove vinse il Gerard P. Kuiper Memorial Award. Successivamente fu ricercatrice associata presso la stessa Università per poi lavorare dal 2002 sino alla data della sua morte presso il Planetary Science Institute come ricercatrice esperta (senior scientist). Da studiosa di planetologia studiò gli impatti meteoritici sui pianeti del sistema solare e gli effetti ambientali e astrobiologici di tali impatti sulla Terra e su Marte. In particolare studiò il cratere di Chicxulub e degli effetti dell'impatto che creò quel cratere sull'estinzione dei dinosauri. Si occupò anche del rilascio di materiale organico dalle comete. Fu molto attiva nella divulgazione scientifica e nella promozione dell'educazione scientifica. Come membro attivo della comunità dei ricercatori in scienze planetarie fece parte di numerosi gruppi di valutazione di progetti della NASA.
Morì nella sua casa di Tucson nel 2011.

## Riconoscimenti
A Elisabetta Pierazzo la UAI ha intitolato il cratere lunare Pierazzo e l'asteroide della fascia principale 15339 Pierazzo. 
La città di Noale, sua città natale, le ha dedicato l'istituto scolastico "Istituto Comprensivo di Noale Elisabetta "Betty" Pierazzo".